# Afsluitdijk

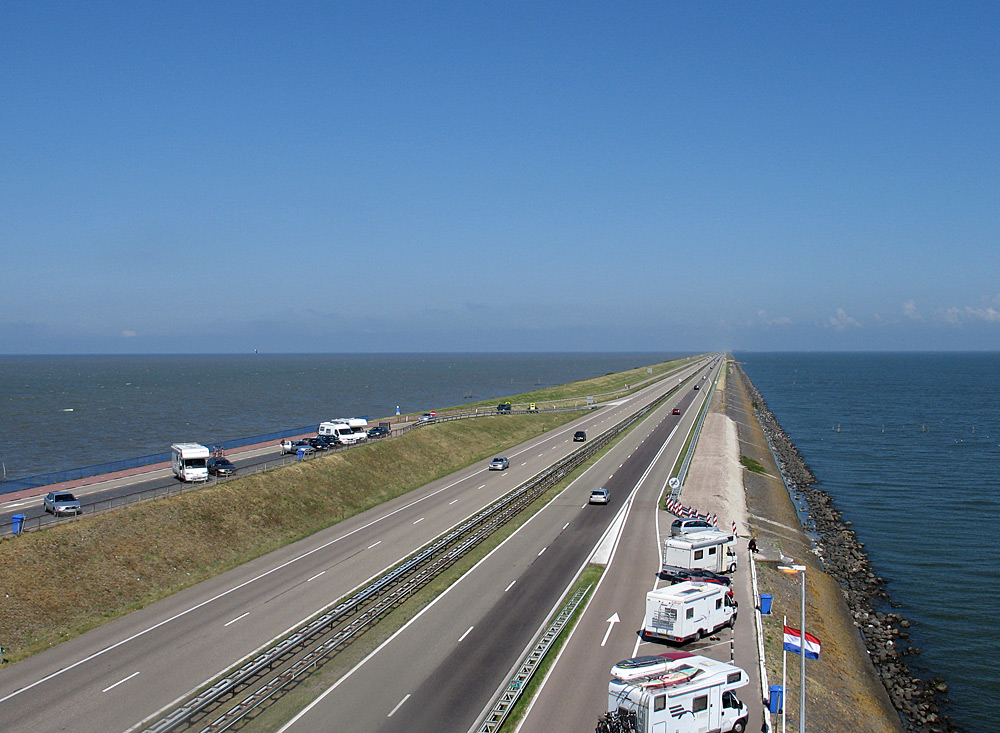
Afsluitdijk (2006)

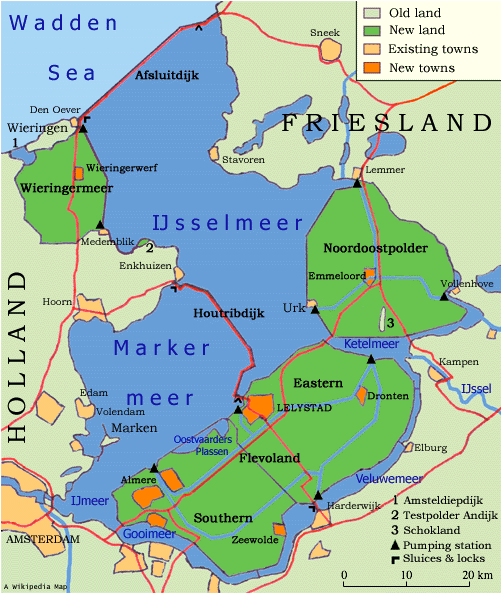
Mapa przedstawiająca prace inżynierskie związane z zagospodarowaniem zatoki Zuiderzee

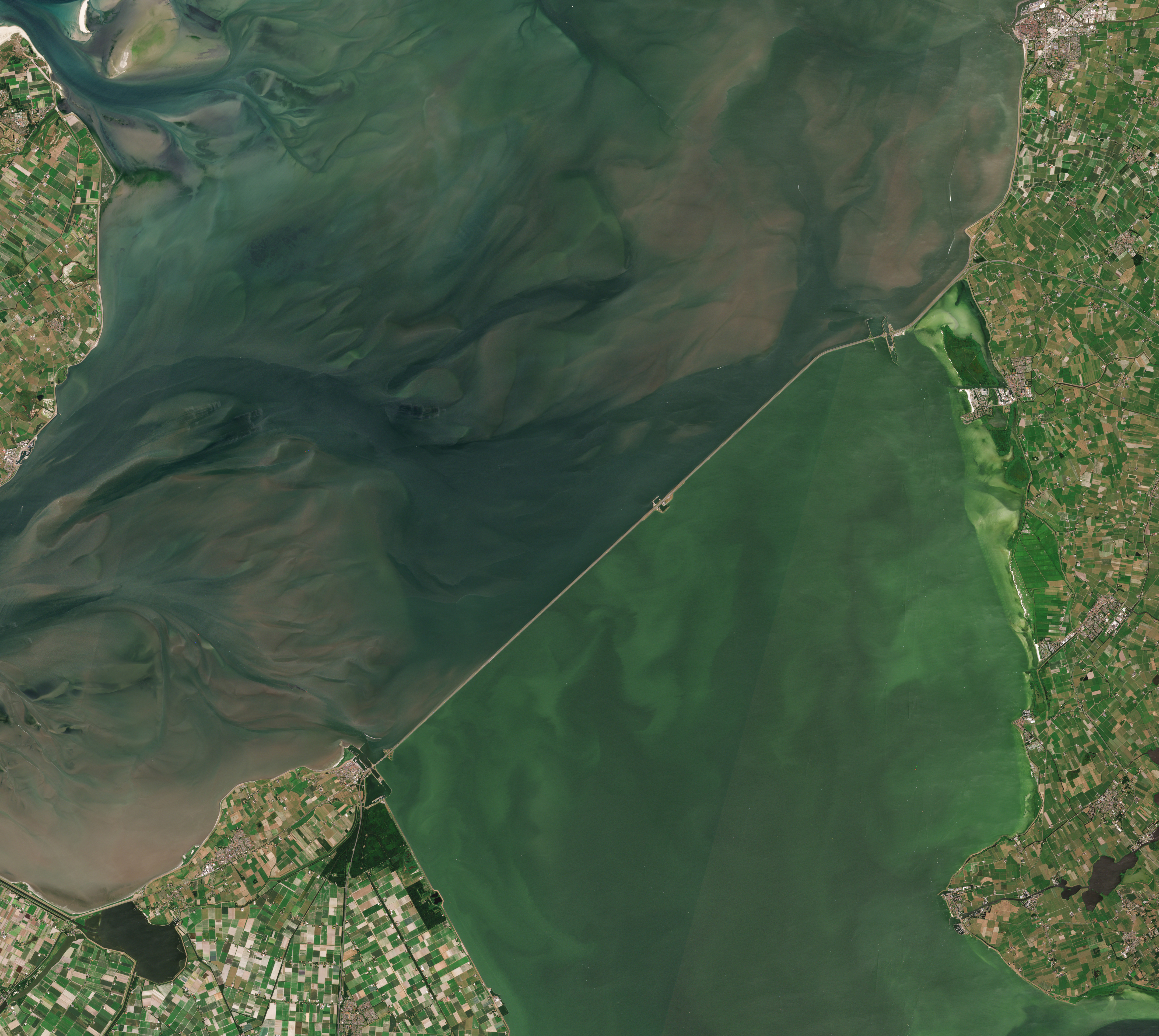
Zdjęcie satelitarne

Afsluitdijk [ˈɑfslœydɛik] – zapora wodna w Holandii, zbudowana w latach 1927–1932 na morskiej zatoce Zuiderzee. Oddziela słodkowodny zbiornik IJsselmeer od Morza Północnego. Zapora rozciąga się od miasta Den Oever w prowincji Holandia Północna do miejscowości Zurich we Fryzji. Ma 32 kilometry długości, 90 metrów szerokości i 7,25 metra wysokości. Budowa zapory pozwoliła na stopniowe osuszanie dawnej zatoki, co prowadziło do powstawania żyznych polderów i tym samym do zwiększania powierzchni kraju.
Na zaporze biegnie autostrada A7/E22 Amsterdam–Groningen.

## Pierwsze plany zamknięcia Zuiderzee
W 1667 pojawił się pomysł, aby zamknąć zatokę Zuiderzee i osuszyć teren. Technologia dostępna w XVII w. nie pozwalała jednak na zrealizowanie tego planu, więc budowę zapory odłożono w czasie. Powrót do tego projektu miał miejsce pod koniec XIX w., kiedy do osuszania terenów chciano wykorzystać pompę parową. W 1891 inżynier Cornelis Lely (1854–1929) wysunął propozycję zbudowania zapory zamykającej Zuiderzee, a do przyspieszenia realizacji tego planu przyczyniła się wielka powódź, która nawiedziła Holandię w styczniu 1916.

## Budowa zapory
W pierwszym etapie prac stworzono w latach 1920–1924 próbną, 2,5 kilometrową zaporę o nazwie Amsteldiepdijk, która łączyła wyspę Wieringen z Holandią Północną. Prace nad Afsluitdijk rozpoczęły się w styczniu 1927 i trwały do maja 1932. Zapora, której budowa odbywała się jednocześnie w trzech miejscach, była budowana z piasku i gliny morenowej, wydobywanej z dna Zuiderzee. Oprócz samej zapory stworzono dwie sztuczne wyspy: Kornwerderzand i Breezand. Podstawa zapory została wzmocniona gigantycznymi blokami bazaltowymi, transportowanymi drogą morską ze Szwecji oraz matami z drewna wierzbowego. 28 maja 1932 w obecności królowej Wilhelminy ostatnia przerwa w zaporze została zamknięta, wskutek czego dawna zatoka Morza Północnego Zuiderzee przestała istnieć, a powstał słodkowodny zbiornik IJsselmeer.
Na obu końcach zapory zbudowano dwie śluzy i dwa kompleksy zasuw. W Den Oever jest 15 zasuw, a na Kornwerderzand 10. Pozwalają one na odprowadzanie wody z IJsselmeer, gdy poziom zbiornika się podnosi. Dzieje się tak wskutek napływania wody z rzek, gł. z IJssel oraz nadmiaru wody z polderów.
Szacuje się, że do budowy zapory zużyto 23 miliony m³ piasku i 13,5 miliona m³ gliny, a zatrudnienie znalazło 4000–5000 robotników, co w czasach Wielkiego Kryzysu zmniejszyło bezrobocie w tamtym regionie.

## Następstwa budowy
Po zakończeniu prac nad zaporą początkowo zamierzano osuszyć cały obszar odgrodzony przez Afsluitdijk. Do końca lat 60. XX w. stworzono trzy poldery:
- Noordoostpolder (1942) – pow. 48 tys. ha
- Oostelijk Flevoland (1957) – pow. 54 tys. ha
- Zuidelijk Flevoland (1968) – pow. 44 tys. ha

Ponadto w 1976 ukończono budowę drugiej zapory o nazwie Houtribdijk (ob. Markerwaarddijk), która połączyła miasto Enkhuizen w Holandii Północnej z Lelystad w prowincji Flevoland. Dzięki budowie tej zapory powstało jezioro Markermeer, które stanowi dawną południową część zbiornika IJsselmeer. Po kilku latach rząd holenderski zrezygnował z ostatecznego osuszania Markermeer.

## II wojna światowa
W dniach 12–14 maja 1940 rozegrała się tu Bitwa o Afsluitdijk.